# Eugeniusz Lokajski
Eugeniusz Zenon Lokajski (Varsavia, 30 dicembre 1909 – Varsavia, 25 settembre 1944) è stato un giavellottista, multiplista e fotografo polacco.

## Biografia
È stato campione polacco nel lancio del giavellotto, pentathlon e decathlon, vicecampione di salto in alto e autore delle fotografie della Rivolta di Varsavia 1944. Partecipò alla XI Olimpiade che si svolse a Berlino nel 1936, classificandosi 7º nel tiro del giavellotto.
Nel 1939 partecipò alla Battaglia di Varsavia. Fu soldato dell'Armia Krajowa. Morì il 25 settembre durante la Rivolta di Varsavia.

## Palmarès
| Anno | Manifestazione  | Sede    | Evento                 | Risultato | Prestazione | Note |
| ---- | --------------- | ------- | ---------------------- | --------- | ----------- | ---- |
| 1936 | Giochi olimpici | Berlino | Lancio del giavellotto | 7º        | 66,39 m     |      |

## Galleria d'immagini

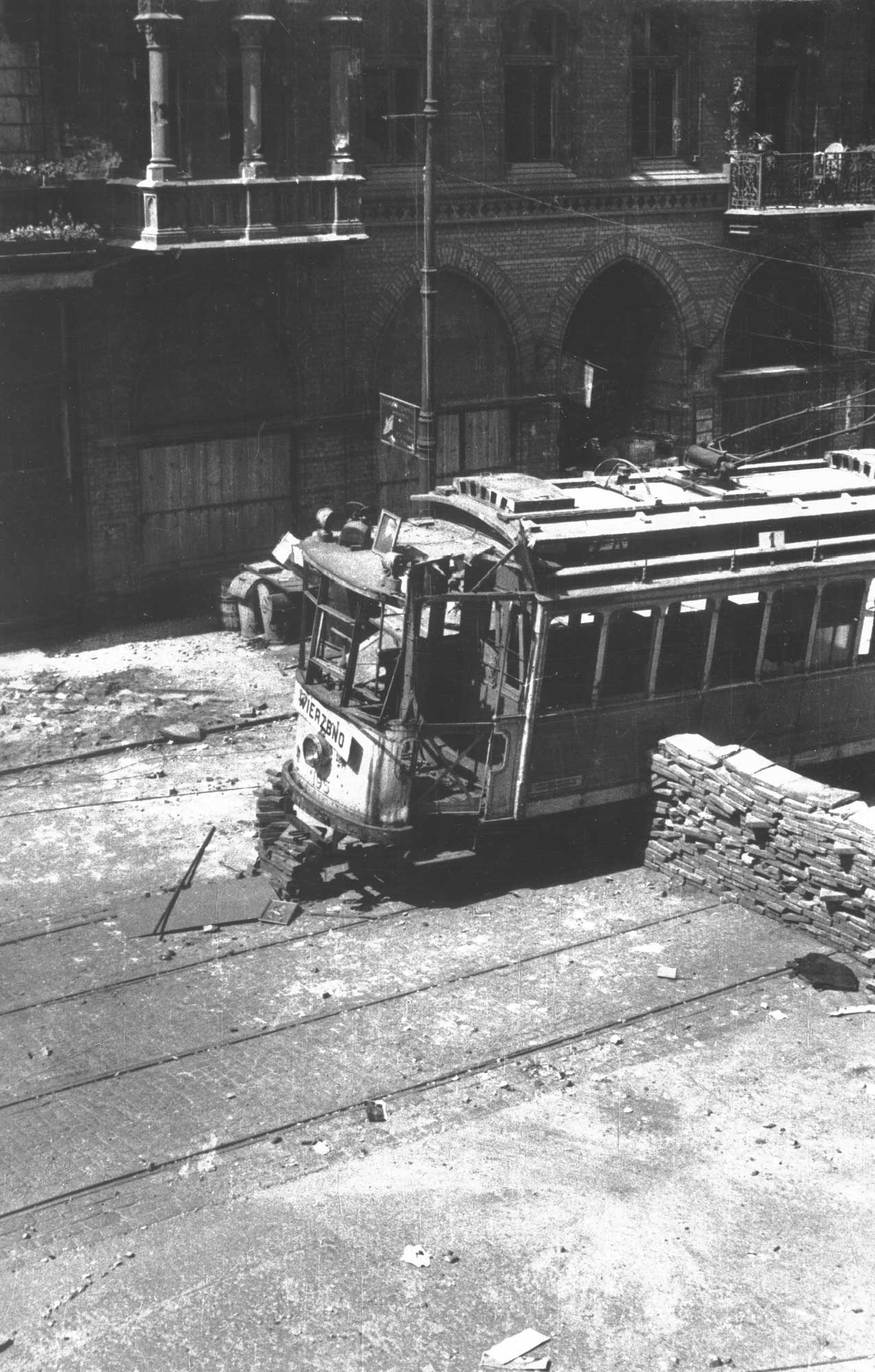
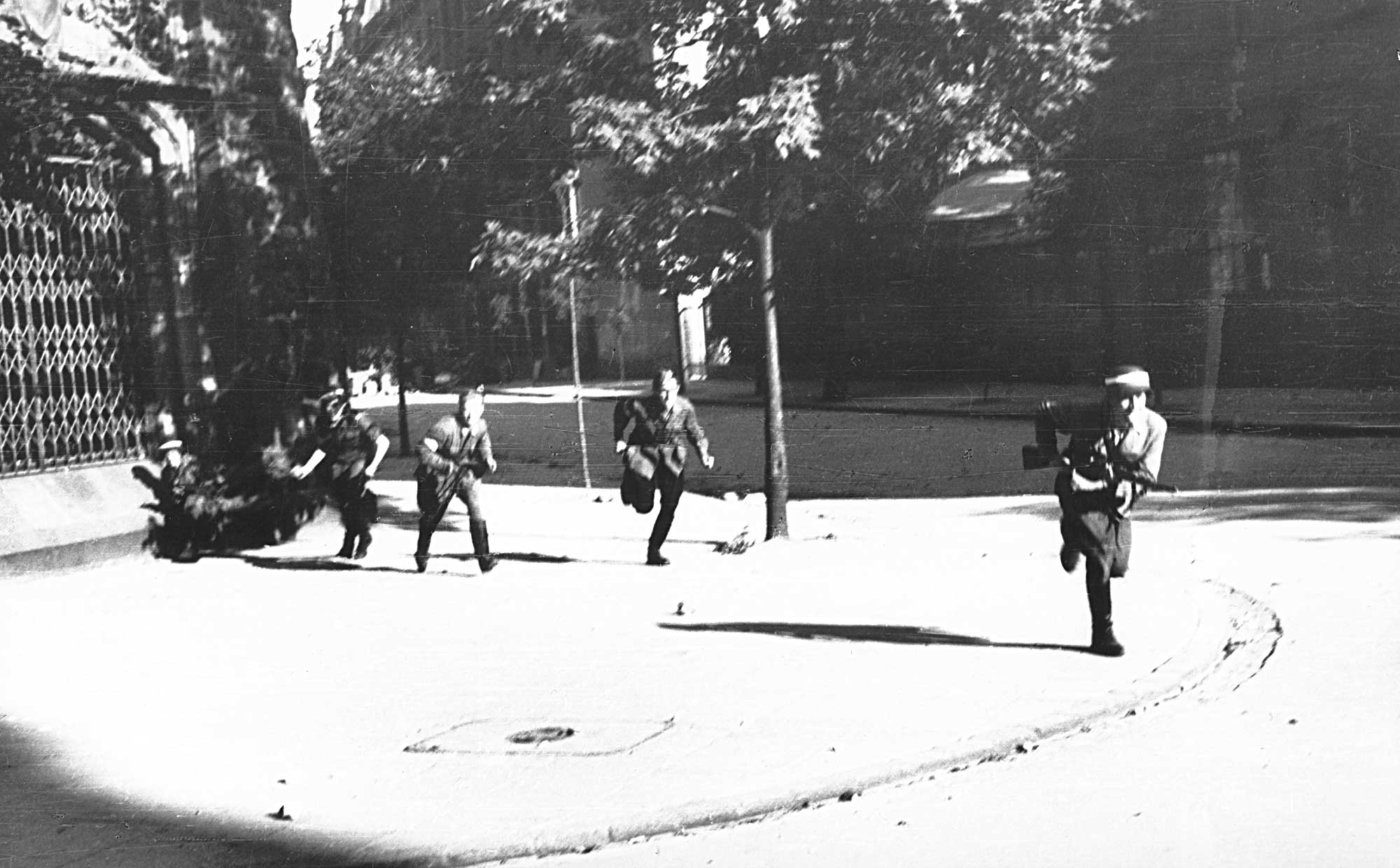
3 agosto 1944
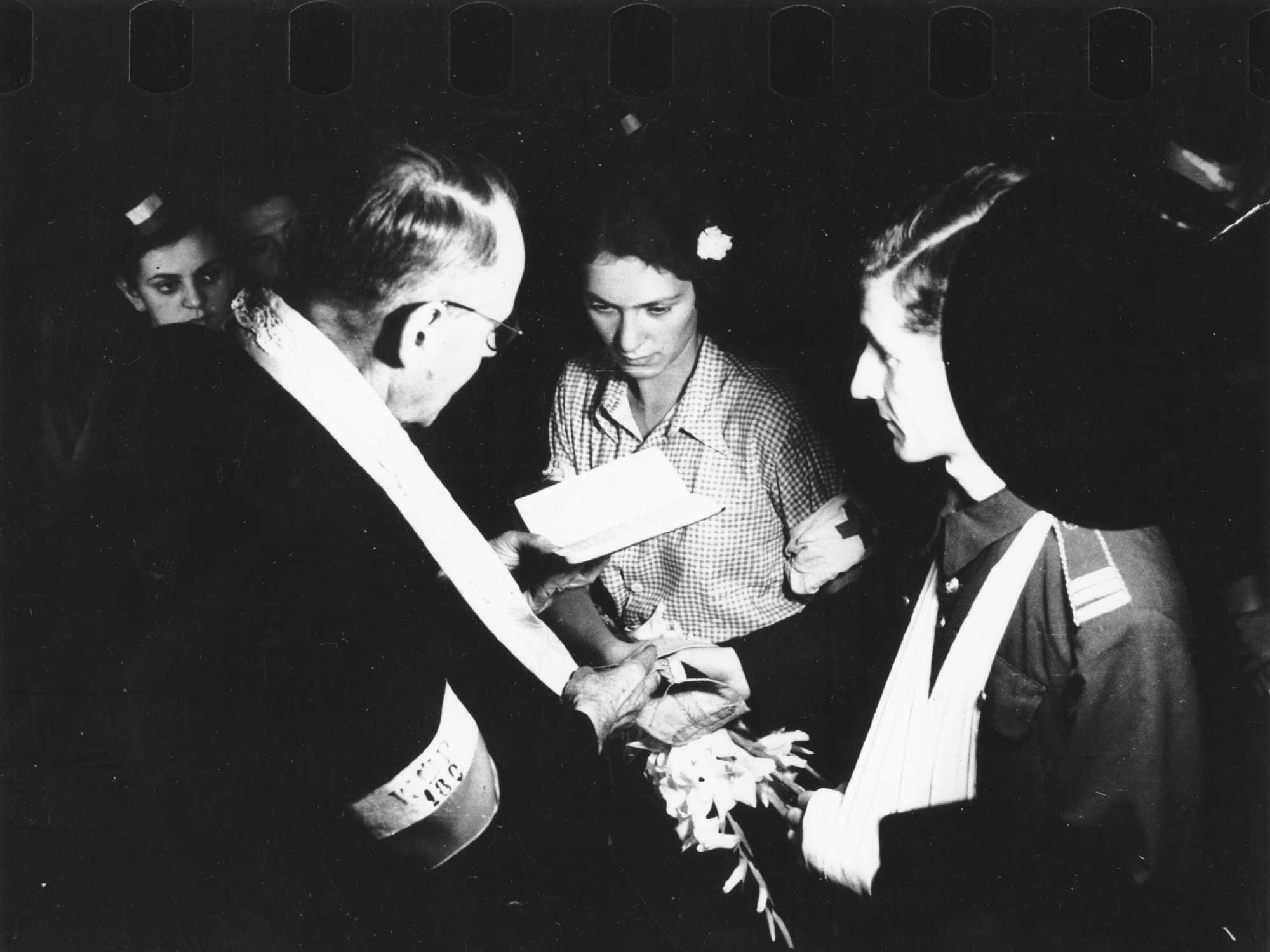
Il matrimonio
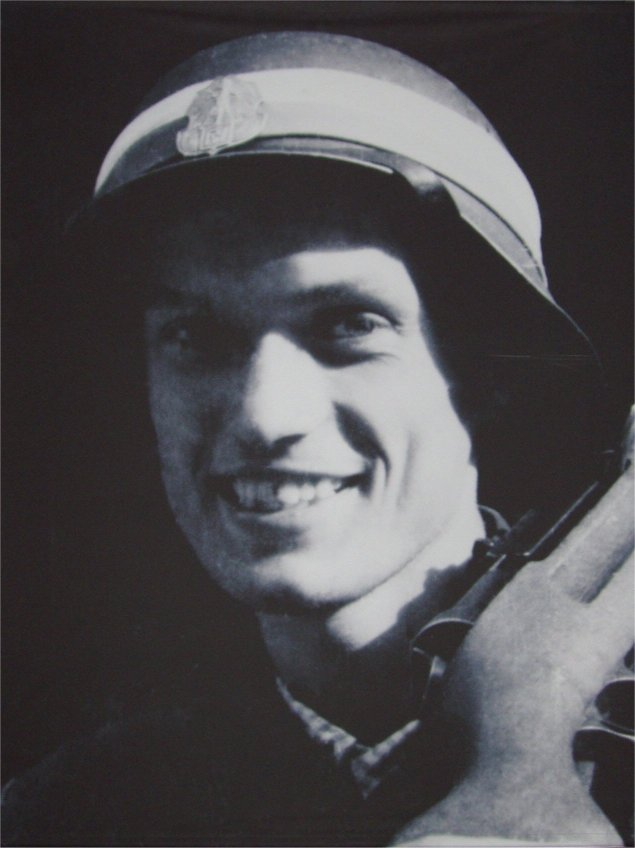
Il ritratto di Jerzy Tyczyński
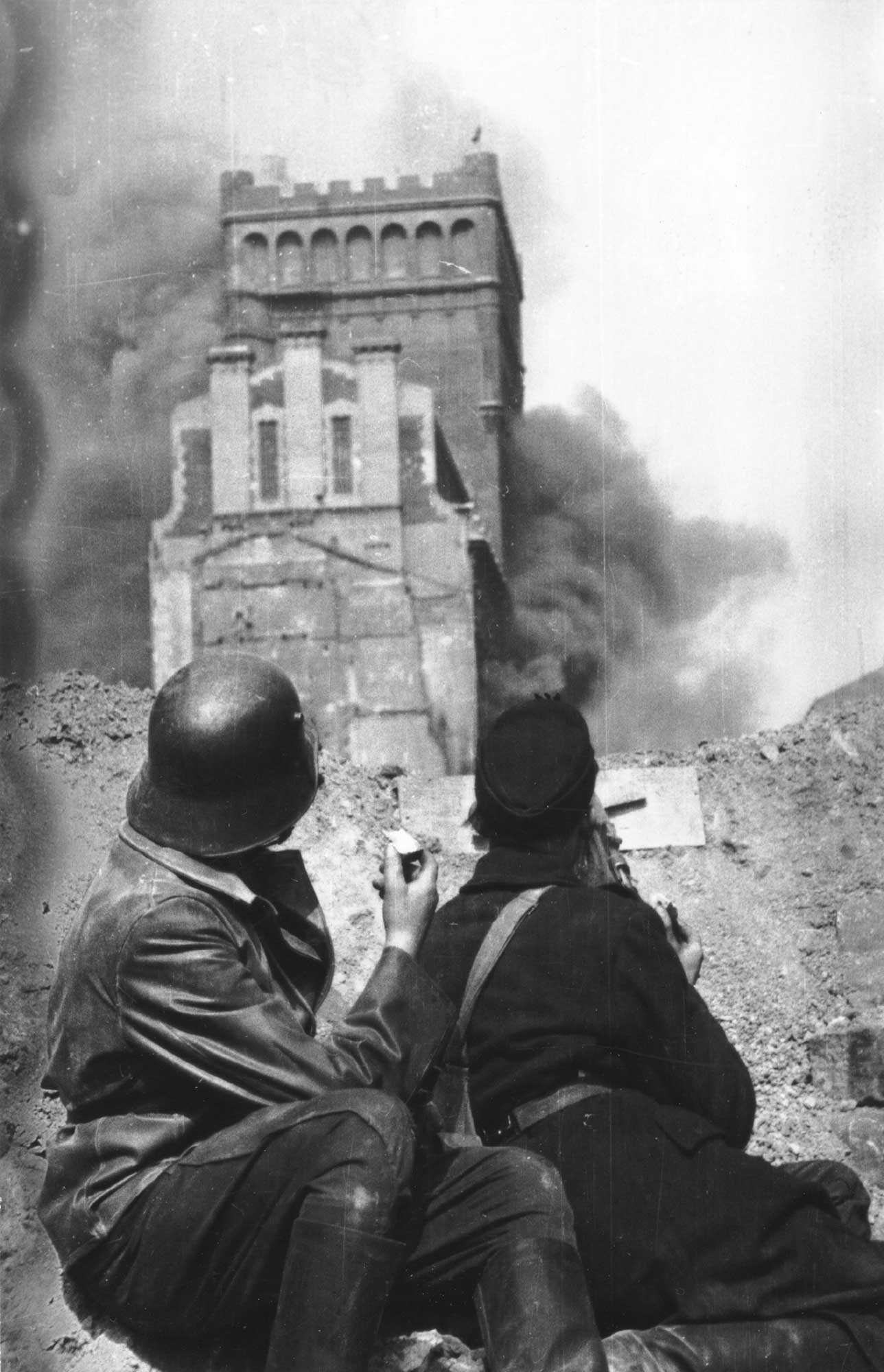
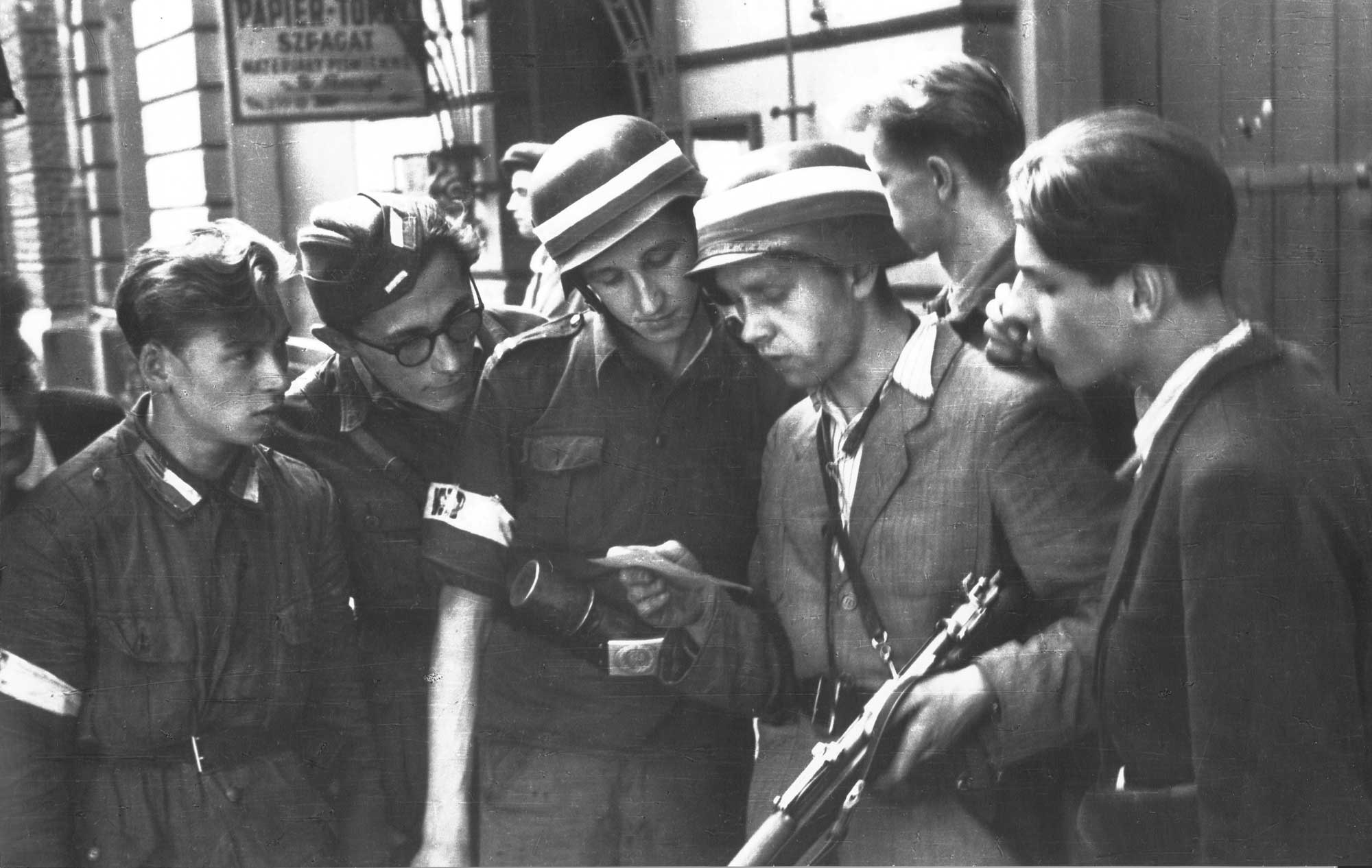
Gli insorti
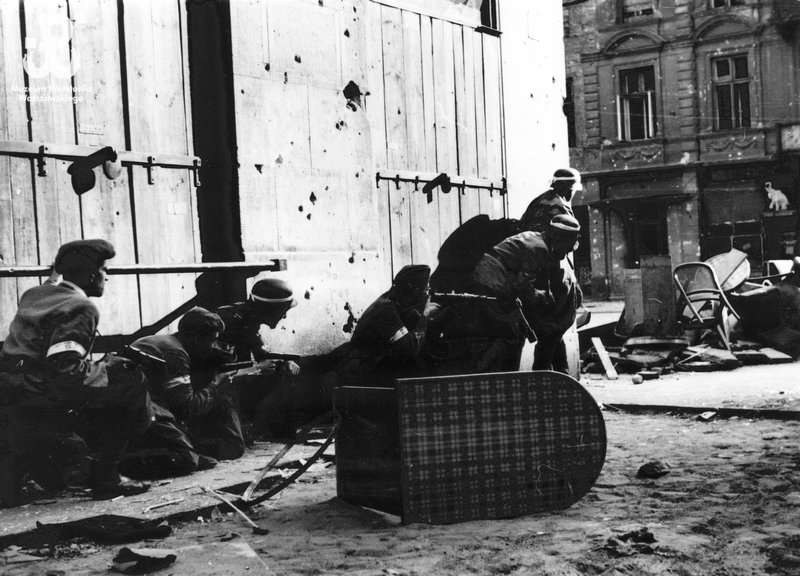
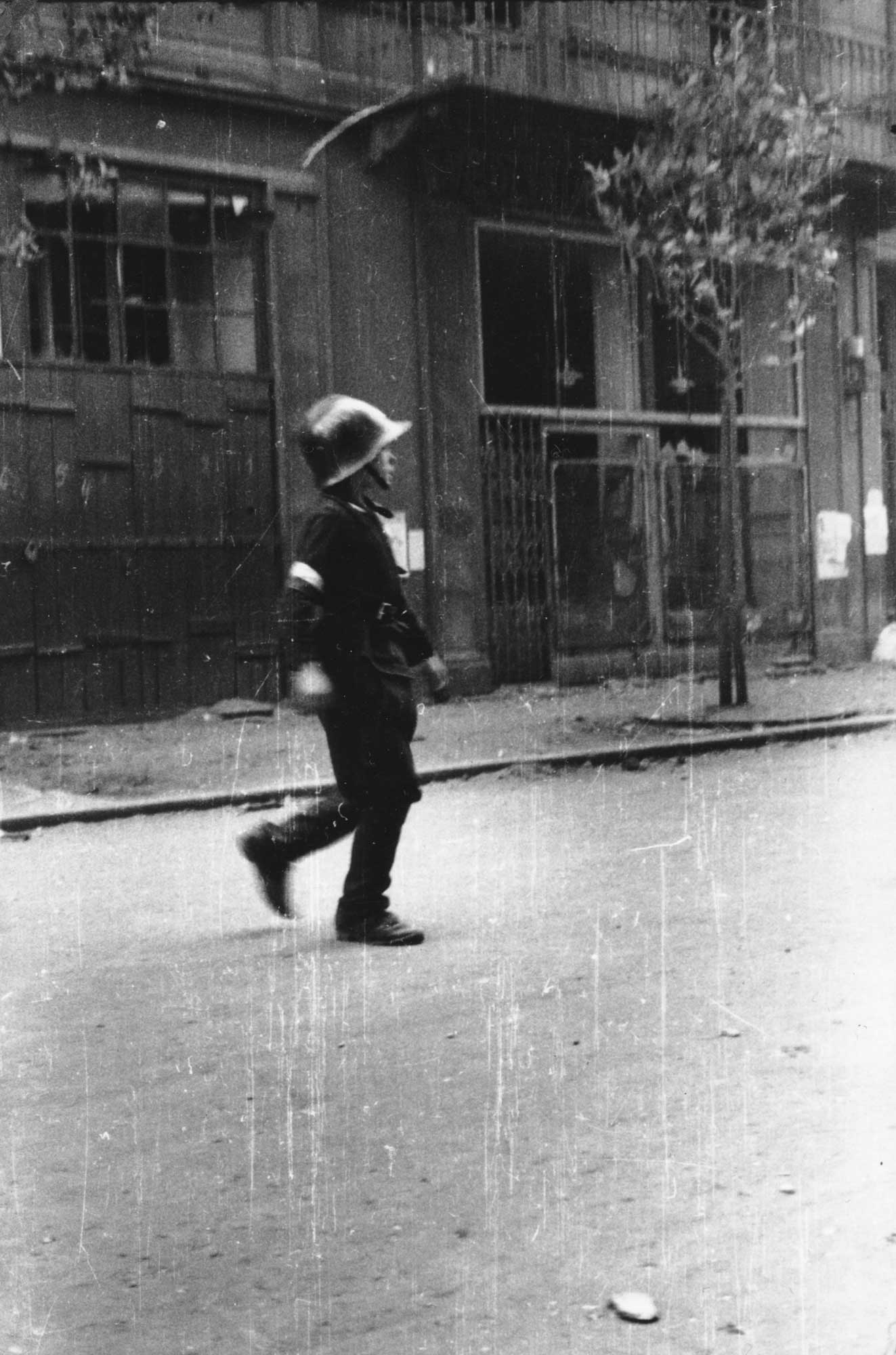